# KF Nörd
KF Nörd (Knattspyrnufélagið Nörd) är ett isländskt TV-program från 2006 enligt FC Nerds-formatet. Det visades i 15 avsnitt.

## Spelartruppen
1. Ragnar Elías Ólafsson
2. Björn Elíeser Jónsson
3. Davíð Fannar Gunnarsson
4. Ingþór Guðmundsson
5. Hilmar Kristjánsson
6. Einar Örn Ólafsson
7. Guðni G. Kristjánsson
8. Ágúst Hlynur Hólmgeirsson
9. Þórarinn Gunnarsson
10. Vilhjálmur Andri Kjartansson
11. Gunnlaugur Snær Ólafsson
12. Ívan Þór Ólafsson
13. Tandri Waage
14. Kári Gunnarsson
15. Hermann Fannar Gíslason
16. Kristján Helgi Benjamínsson